# Nicoline van der Sijs
Nicoline Van Der Sijs, née à Heerlen, le 1er avril 1955, est une linguiste néerlandaise spécialiste d'étymologie. Travaillant sur la langue slave, c'est l'une des étymologistes les plus importantes du néerlandais.
Elle reçoit plusieurs récompenses pour son travail et devient officière de l'Ordre d'Orange-Nassau le 26 janvier 2011.

## Travail
Son activité principale est l'étymologie et la diachronie du néerlandais,. Elle est professeure professeure de néerlandistique à l'Institut Meertens et à l'université Radboud,,.
Elle écrit les informations étymologiques dans les 12e, 13e, 14e  et 15e éditions du dictionnaire Grote Van Dale. En 2006, elle rejoint le comité de rédaction de l'Etymologisch woordenboek van het Nederlands. Elle lance le dictionnaire d'étymologie en ligne [etymologiebank.nl] en 2010.
Nicoline Van der Sijs lance aussi l'initiative de numérisation et de mise en ligne de certaines anciennes traductions de la Bible néerlandaise,[réf. nécessaire].
En 2017, elle publie avec Mathilde Jansen un Atlas van de Nederlandse taal (« Atlas de la langue néerlandaise ») avec le soutien de l'Union de la langue néerlandaise, l'Université de Gand et l'Institut Meertens.
Dans son livre 15 eeuwen Nederlandse taal (« 15 siècles de langue néerlandaise »),, elle décrypte l'évolution du néerlandais depuis l'an 500 de notre ère en étudiant aussi ses racines avec l'indo-européen. Dans le livre, elle montre que l'évolution du néerlandais doit beaucoup à la migration. Elle a montré, par exemple, que ce sont les dialectes néerlandais des classes populaires qui ont le plus utilisé de mots d'emprunts à l'espagnol. D'autres travaux montrent l'influence des liens avec la langue allemande. Le livre a reçu le prix du livre de langue en 2020,.
Elle publie en 2021, Wat gebeurt er in het Nederlands?! (« Que se passe-t-il en néerlandais?! ») et prend sa retraite en 2022.
En 2025, elle reçoit le prix Everwinus Wassenbergh (nl) Penning décerné par la revue  Neerlandistiek.nl pour ses apports significatifs en néerlandistique.

## Distinctions
- Officier de l'ordre d'Orange-Nassau (2011)[2].

## Publications
- (nl) Daar is geen woord Frans bij: het beeld van vreemde talen in Nederlandse uitdrukkingen, Instituut voor de Nederlandse Taal ; Scriptum, 2023 (ISBN 978-94-6319-273-6)[18].
- (nl) 15 eeuwen Nederlandse taal, Sterck & De Vreese, 2019 (ISBN 978-90-5615-534-6).
- (nl) avec Lauren Fonteyn, Wat gebeurt er in het Nederlands? over taal, frequentie en variatie, Sterck & de Vreese, 2021 (ISBN 978-90-5615-803-3).